# 수용 (심리학)
수용(acceptance)은 인간심리학에서 상황의 현실에 대한 개인의 동의이며, 그것을 바꾸거나 항의하려고 시도하지 않고 기정사실인 과정이나 조건(종종 부정적이거나 불편한 상황)을 인식하는 것이다. 이 개념은 라틴어 acquiēscere(안식을 찾다)에서 파생된 묵인이라는 의미에 가깝다.

## 정의
수용이라는 용어는 다양한 의미를 지닌 명사이다. 제안을 받은 사람이 동의를 표시하면 이는 제안을 "수락"하는 것이며 계약이라고도 한다. 예를 들어, 어떤 사람이 선물을 주고 다른 사람이 그것을 받으면 그 사람은 선물을 받은 것이다.